# Footprints (filme)
Footprints é um filme independente norte-americano escrito por Steven Peros e marcando sua estreia na direção. Lançado em 2011, foi protagonizado por Sybil Temtchine, H. M. Wynant e Pippa Scott.